# Chiesa di San Bartolomeo (Aversa)
La chiesa di San Bartolomeo è una piccola chiesa situata in via Vittorio Emanuele III, ad Aversa, ed è anche una chiesa sussidiaria della parrocchia dei Santi Filippo e Giacomo; sede vescovile della diocesi di Aversa.

## Storia
La chiesa è precedente al XVIII secolo e fu edificata per la devozione a San Bartolomeo apostolo, rimase sede di una confraternita omonima fino agli inizi del XX secolo.
A seguito del terremoto dell'Irpinia del 1980 fu chiusa al culto e riaperta soltanto nel 1997 dopo i lavori di restauro e di consolidamento.
Attualmente è usata come chiesa sussidiaria della parrocchia dei Santi Filippo e Giacomo ospitando anche manifestazioni culturali aperte alla cittadinanza.

## Descrizione
La facciata di scuola romana è caratterizzata da motivi plastici e da lesene laterali di ordine gigante. Suggestivo è il finestrone ovale sul portale di ingresso.
L'interno è a navata unica, con tre altari in marmo policromo del XVIII secolo (è presente anche un quarto altare votivo realizzato nel XX secolo). Le campate sono separate da due coppie di lesene binate con capitelli corinzi sui quali corre un fregio in stucco.
La chiesa conserva il pavimento in maiolica di scuola napoletana del XVIII secolo.
Sull'altare maggiore è collocata la statua della Madonna delle Grazie. La statua fu realizzata a spese dei fedeli e fu portata il 16 giugno 1853, nella stessa occasione fu benedetta dal parroco Farina.